# بخش پرزیدنسیا دلا پلازا
بخش پرزیدنسیا دلا پلازا (به اسپانیایی: Departamento Presidencia de la Plaza) یک منطقهٔ مسکونی در آرژانتین است که در استان چاکو واقع شده‌است. بخش پرزیدنسیا دلا پلازا ۲٬۲۸۴ کیلومتر مربع مساحت و ۱۲٬۲۳۱ نفر جمعیت دارد.